# Naoki Naruo
Naoki Naruo (japanisch 鳴尾 直軌 Naruo Naoki; * 5. Oktober 1974 in der Präfektur Iwate) ist ein ehemaliger japanischer Fußballspieler und heutiger -trainer.

## Karriere

### Spieler
Naruo erlernte das Fußballspielen in der Schulmannschaft der Morioka High School und der Universitätsmannschaft der Iwate-Universität. Seinen ersten Vertrag unterschrieb er 1997 bei den Montedio Yamagata. Der Verein spielte in der zweithöchsten Liga des Landes, der Japan Football League. Für den Verein absolvierte er 12 Spiele. 1998 wechselte er zum Ligakonkurrenten Sony Sendai FC. Für den Verein absolvierte er 28 Spiele. 1999 wechselte er zum Zweitligisten Albirex Niigata. Für den Verein absolvierte er 72 Erstligaspiele. 2001 wechselte er zum Erstligisten Júbilo Iwata. Im Juni 2002 wechselte er zum Ligakonkurrenten Sanfrecce Hiroshima. 2003 wechselte er zum Zweitligisten Sagan Tosu. Für den Verein absolvierte er 48 Spiele. Ende 2004 beendete er seine Karriere als Fußballspieler. 

### Trainer
Am 1. Februar 2009 übernahm er das Traineramt bei Albirex Niigata (Singapur). Der ist ein Ableger des japanischen Vereins Albirex Niigata, der in der ersten singapurischen Liga, der Singapore Premier League, spielt. Hier stand er eine Saison unter Vertrag. Am 1. Februar 2011 übernahm er das Amt des Co-Trainers beim damaligen Viertligisten Iwate Grulla Morioka in Morioka. Ein Jahr später wurde er Cheftrainer bei Morioka. 2013 stieg er mit dem Klub in die dritte Liga auf. Am 1. Januar 2016 übernahm er erneut das Traineramt bei seinem ehemaligen Verein Albirex Niigata (Singapur). Mit Albirex gewann er die singapurische Meisterschaft. Im gleichen Jahr gewann er mit Albirex den Singapore Community Shield sowie den Singapore Cup. Die Saison 2017 trainierte er die U18-Mannschaft von Albirex Niigata (Singapur).

## Erfolge

### Spieler
Júbilo Iwata
- Japanischer Meister: 2002
- Japanischer Vizemeister: 2001
- J.League Cup: 2001 (Finalist)

### Trainer
Albirex Niigata (Singapur)
- Singapurischer Meister: 2016
- Singapore Community Shield Sieger: 2016
- Singapore Cupsieger: 2016